# Kanon Pokajanen
Kanon Pokajanen és una obra per a cor del compositor estonià Arvo Pärt composta el 1997, encarregada per al 750è aniversari de la catedral de Colònia. L'estrena de l'obra va ser el 17 de març de 1998 a la matixa catedral per part de l'Eesti Filharmoonia Kammerkoor, dirigit per Tõnu Kaljuste, a qui fou dedicada.
El text està basat en el Cànon de Penediment al nostre Senyor Jesucrist, un himne ortodox cantat comunament durant els oficis del matí en eslau eclesiàstic, i és el manuscrit més antic d'aquesta institució religiosa que es creu que va ser escrit per Andreu de Creta (c. 660-740 dC), la seva obra més important i coneguda com a Gran Cànon. L'obra es compon d'una sèrie de cants al voltant del tema del penediment, vist des d'una perspectiva positiva, de canvi i transformació, no només personal sinó també col·lectiva. Seguint la tradició russa de la música coral sacra, el Kanon Pokajanen es canta a cappella.